# Baetis notos
Baetis notos är en dagsländeart som beskrevs av Allen och Murvosh 1987. Baetis notos ingår i släktet Baetis och familjen ådagsländor. Inga underarter finns listade i Catalogue of Life.